# Piazza di Santa Maria in Trastevere
A Piazza di Santa Maria in Trastevere Róma egyik legfontosabb tere a Trastevere kerület központjában.

## Története
A tér nevét a 3. században I. Kallixtusz pápa által alapított Santa Maria in Trastevere-bazilikáról kapta, amelyet a 12. században II. Ince pápa utasítására felújítottak.
A tér közepén látható az azonos nevű szökőkút, amely az egyik legrégebbi Rómában. Az évszázadok során különféle helyreállítási beavatkozásokon ment keresztül, amelyek közül az utolsót Carlo Fontana építész végezte a 17. század vége felé.
A déli oldalon áll az impozáns San Callisto-palota, 1610–1818 között az Apostoli Szentszék extraterritoriális övezeteinek része volt.

## Fordítás
- Ez a szócikk részben vagy egészben  a   Piazza di Santa Maria in Trastevere című olasz Wikipédia-szócikk ezen változatának fordításán alapul.  Az eredeti cikk szerkesztőit annak laptörténete sorolja fel. Ez a jelzés csupán a megfogalmazás eredetét és a szerzői jogokat jelzi, nem szolgál a cikkben szereplő információk forrásmegjelöléseként.